# Лихтенштейнско-украинские отношения
Лихтенштейнско-украинские отношения — двусторонние дипломатические отношения между Лихтенштейном и Украиной. Отношения были установлены 6 февраля 1992 года.

## История отношений
Лихтенштейн признал независимость Украины после распада СССР 23 декабря 1991 года. А официальные дипломатические отношения между странами были установлены 6 февраля 1992 года.
С 1 июня 2012 года между Украиной и Лихтенштейном действует Соглашение о свободной торговле ЕАСТ—Украина.
Лихтенштейн не признает российскую аннексию Крыма и участвовал в международных санкциях против России в 2014 году. В 2017 году Лихтенштейн отменил визовые требования для граждан Украины.
После российского вторжения на Украину Лихтенштейн осудил вторжение и применил санкции ЕС против России, в ответ Россия заявила, что страна «предпринимает недружественные действия против России, российских компаний и граждан». Лихтенштейн направил в Украину гуманитарную помощь на сумму 500 000 швейцарских франков и последующий заем в размере ещё 1,8 млн швейцарских франков в феврале 2022 года, направленный на оказание помощи лицам, перемещённых в результате войны.
В июне 2024 года в Лихтенштейне было открыто почётное консульство Украины. Церемонию открыли провели Евгений Перебийнис, Ирина Венедиктова и Доминик Хаслер, а адвокат Дэвид Яндрашиц стал почётным консулом.
В ноябре 2024 года в Ландтаге Лихтенштейна была подана петиция против предлагаемого перевода 8,8 млн швейцарских франков (11 млн долларов США) Украине. Однако Ландтаг отклонил петицию и впоследствии одобрил перевод 7 ноября. В ответ на это заявитель Юрген Шедлер не призвал к проведению референдума по этому вопросу.

### Визиты на высоком уровне и дипломатические встречи
17 января 2017 года Алоис, наследный князь Лихтенштейна, и президент Украины Пётр Порошенко встретились, где обсудили торговлю и инвестиции между двумя странами. Порошенко поблагодарил Лихтенштейн за его участие в санкциях ЕС против России.
17 января 2023 года Алоис, наследный принц Лихтенштейна, встретился с первой леди Украины Еленой Зеленской в Давосе, Швейцария. Они обсудили российские военные преступления во время российского вторжения в Украину в 2022 году.
В марте 2024 года министр иностранных дел Лихтенштейна Доминик Хаслер посетила Украину по приглашению Елены Зеленской. Она посетила Фонд Елены Зеленской, а также встретилась с президентом Украины Владимиром Зеленским.